# Kaylani Lei

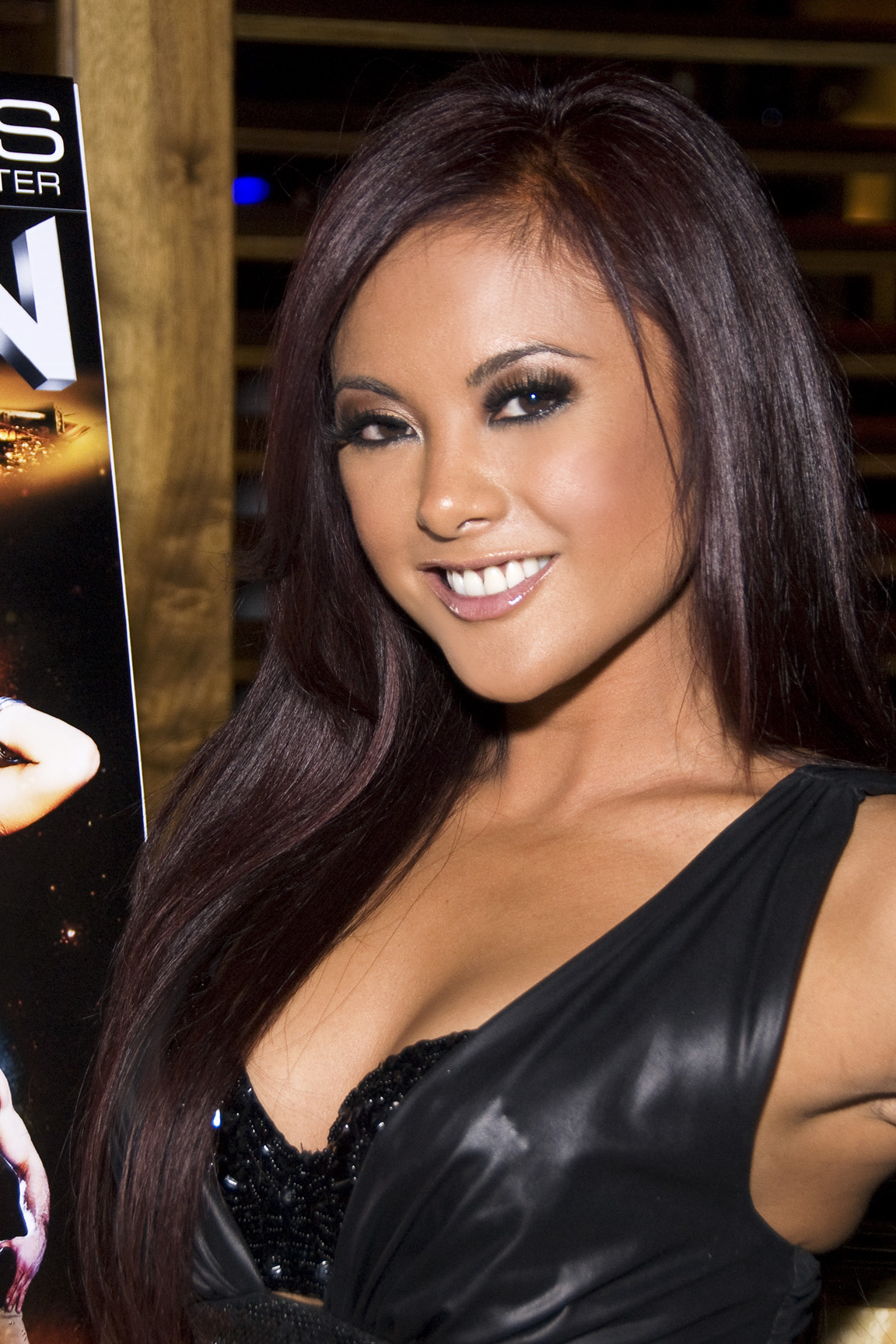
Kaylani Lei (2011)

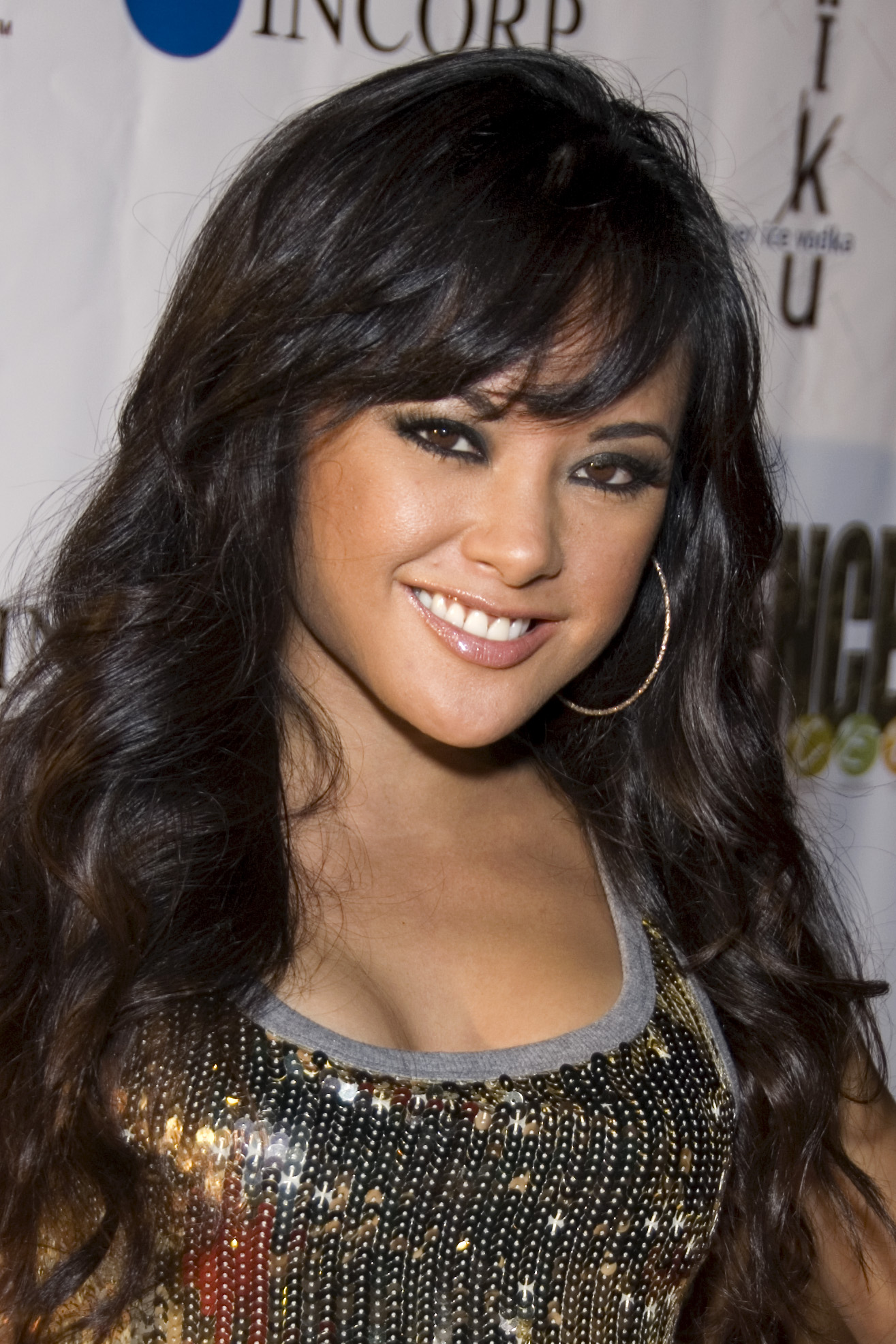
Kaylani Lei (2007)

Kaylani Lei (eigentlich Ashley Spalding; * 5. August 1980 in Singapur) ist eine US-amerikanische Stripperin und Pornodarstellerin. 2015 wurde sie in die AVN Hall of Fame aufgenommen.

## Karriere
Kaylani Lei arbeitet außerhalb der Pornobranche als Moderatorin bei KSEX-Radio. Außerdem trat sie bei Playboy TV und der Howard Stern Show auf.
Im Jahr 2002 begann sie ihre Karriere als Darstellerin in Pornofilmen. Seitdem hat sie in über 150 Filmen mitgewirkt. Lei besitzt einen Exklusiv-Vertrag mit dem Unternehmen Wicked Pictures für welches sie in 139 Filmen mitgespielt hat. Sie war zehnmal für den AVN Award nominiert und konnte ihn einmal gewinnen, zudem den XRCO Award in der Kategorie Best Cumback.
Von 2005 bis 2006 war Lei mit dem neuseeländischen Rugby-Union-Spieler Byron Kelleher liiert.

## Filmografie (Auswahl)
- 2002: Hot Showers 7
- 2003: Space Nuts
- 2003: Schneewittchen und das Flittchen (Beautiful)
- 2004: Wicked Divas: Julia Ann
- 2004: Groupie Love
- 2005: Curse Eternal
- 2007: Operation: Desert Stormy
- 2008: Bad Girls
- 2009: 2040
- 2010: Sex Therapy
- 2010: Speed
- 2011: The Rocki Whore Picture Show: A Hardcore Parody
- 2012: Men in Black: A Hardcore Parody
- 2014: 24 XXX – An Axel Braun Parody
- 2014: Aftermath
- 2015: Brazzers House (Webserie, 5 Folgen)
- 2015: Asian Fucking Nation 6
- 2016: Gag Reflex 2
- 2017: Asia Noir 7
- 2018: Asian Anal 2
- 2018: Anal Angels 2
- 2019: Killer Wives

## Auszeichnungen
- 2008: XRCO Award – Best Cumback
- 2008: Nightmoves Award – Best Female Performer (Editors)
- 2010: AVN Award – Best Group Sex Scene – 2040
- 2015: Aufnahme in die AVN Hall of Fame[2]